# Neeme (Jõelähtme)
Neeme est un village situé dans la Commune de Jõelähtme du Comté de Harju en Estonie.
Au 31 décembre 2011, le village compte 279 habitants.